# Волошин, Павел Петрович
Па́вел Петро́вич Воло́шин, пол. Paweł Wołoszyn (28 июня [10 июля] 1891, Гарковичи Сокольского уезда Гродненской губернии — 3 ноября 1937, Сандармох, Карельская АССР; сейчас Медвежьегорский район, Карелия) — белорусский общественно-политический деятель, публицист.

## Биография
Родился в в Зубрицкой волости Сокольского уезда Гродненской губернии.. По национальности белорус. В 1908—1912 гг. работал почтовым служащим в Кринках (Белосточчина).
В 1912 г. призван в армию. Участвовал в Первой мировой войне, был ранен, попал в немецкий плен.
После Октябрьской революции служил милиционером в Екатеринославе.
В августе 1919 попал в армию Деникина.
Затем воевал на стороне Красной армии, в отряде Г.Котовского.
В 1922 г. вернулся в родные места. Вступил в Белорусскую социал-демократическую партию, затем в Белорусскую партию независимых социалистов.
31.07.1923 г. избран депутатом польского Сейма (вместо изгнанного властями Владимира Калиновского). Входил в состав Белорусского посольского клуба.
Стал одним из основателей Белорусской крестьянско-рабочей громады. В 1926—1927 — входил в состав ее Центрального комитета.
В 1926 вступил в Коммунистическую партию Западной Белоруссии (КПЗБ).
В феврале 1927 года, после запрета деятельности Белорусской крестьянско-рабочей громады, был арестован.
На судебном процессе над «громадовцами» («процесс 56-ти») осужден на 12 лет тюремного заключения.
В результате обмена политическими заключенными, в 1932 г. оказался в СССР. Выступал с лекциями и публикациями.
С марта 1933 г. в Минске. Работал в ЦК Международной организации помощи борцам революции БССР, в Белорусской государственной библиотеке, Библиографическом институте при библиотеке, занимался общественной деятельностью.
В сентябре 1933 арестован в Минске по адресу проживания: Подгорный переулок, д.4, кв.1. Проходил по сфальсифицированному делу «Белорусский национальный центр».
09.01.1934 г. Коллегией ГПУ БССР приговорен к расстрелу, замененного 10 годами лагерей.
Этапирован в Беломоро-Балтийский лагерь НКВД. Наказание отбывал на Соловках.
09.10.1937 г. Особой «тройкой» УНКВД по Ленинградской области вновь приговорен к расстрелу. Расстрелян на ст. Медвежья Гора (Сандармох) Карельская АССР.
Реабилитирован по двум приговорам 16.08.1956. Личное дело П. Валошина хранится в архиве КГБ РБ.